# 아이린 로젠펠드

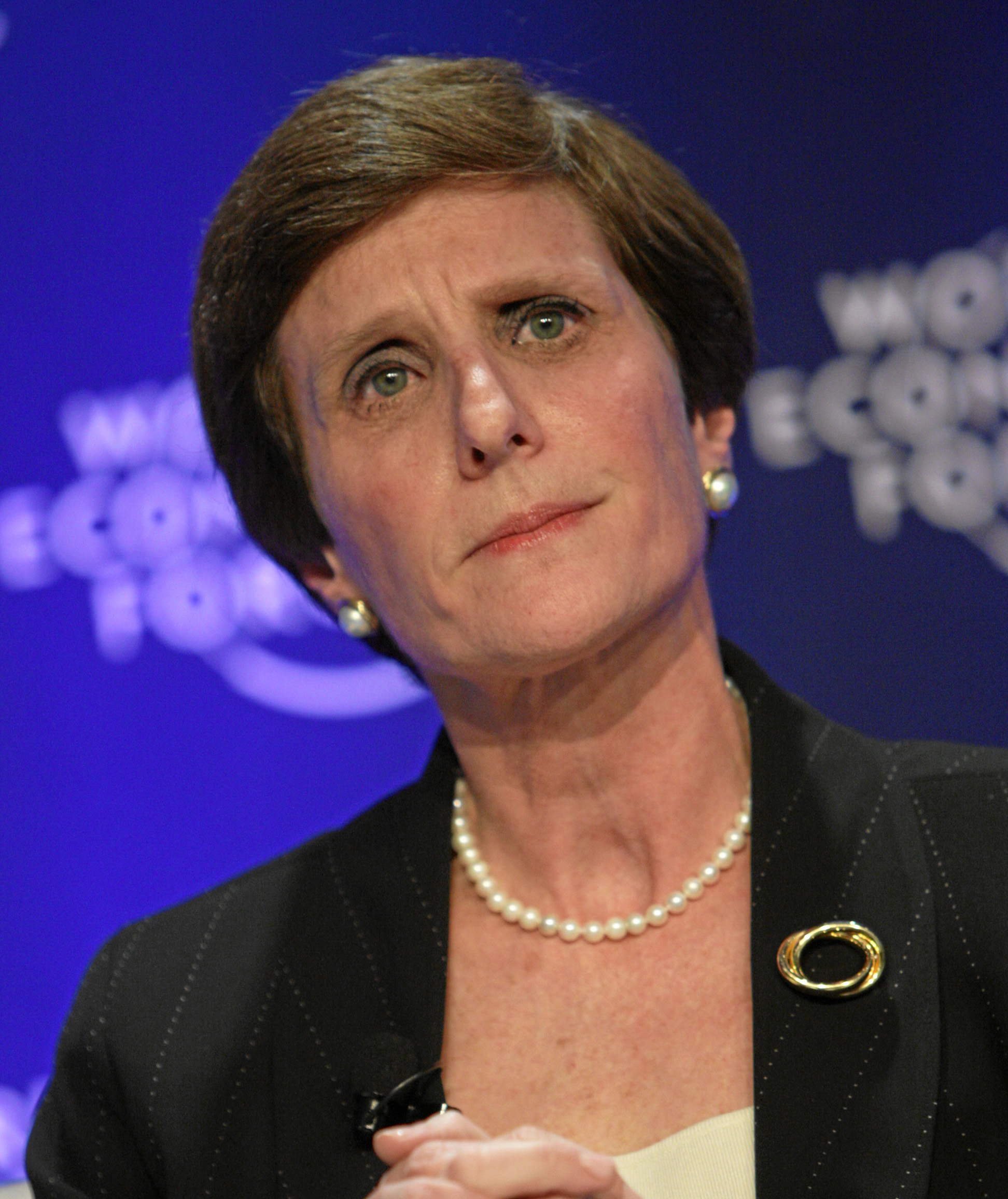
아이린 로젠펠드

아이린 로젠펠드(Irene Rosenfeld, 1953년 3월 3일 ~ )는 미국의 기업인으로, 크래프트푸즈의 최고경영자 및 회장이다. 포보스에서 2012년 발표한 세계에서 가장 영향력 있는 여성에서 13위를 차지하였다.